# Gatinho (filhote)

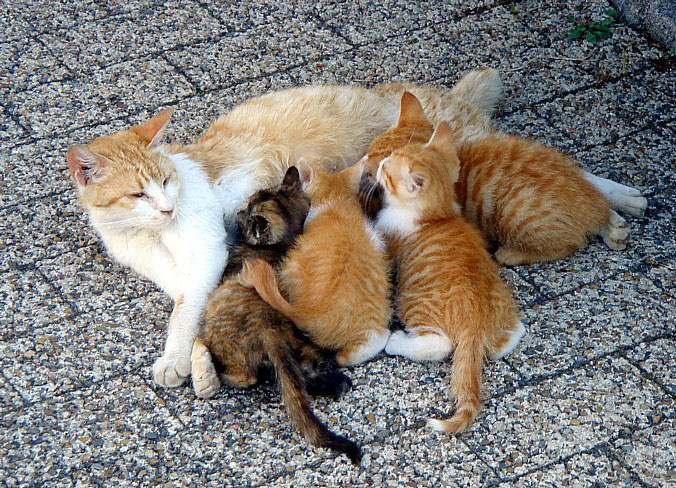
Uma ninhada de gatinhos amamentando sua mãe.

Um gatinho ou Filhote de gato é um gato jovem. Após o nascimento, os gatinhos demonstram altricialidade primária e são totalmente dependentes de suas mães para sobreviver. Normalmente, eles não abrem os olhos por sete a dez dias. Após cerca de duas semanas, os gatinhos se desenvolvem rapidamente e começam a explorar o mundo fora do ninho. Após mais três a quatro semanas, eles começam a comer alimentos sólidos e desenvolvem dentes de leite. Os gatinhos domésticos são animais altamente sociais e geralmente apreciam a companhia humana.

## Etimologia
A palavra "gatinho" deriva da palavra do inglês médio kitoun , que por sua vez veio do francês antigo chitoun ou cheton. Os grandes felinos juvenis são chamados de "filhotes" em vez de gatinhos; qualquer termo (mas geralmente mais comumente "gatinho") pode ser usado para os filhotes de felinos selvagens menores , como jaguatiricas , caracais e linces.